# محمد رسول باوری
محمد رسول باوری (زاده:  ۱۳۳۶خ ولسوالی دهراوود - ولایت اروزگان، ۲۲جوزا ۱۴۰۰خ) سیاستمدار، استاد دانشگاه، نویسنده افغانستانی و سرپرست سابق وزارت اطلاعات و فرهنگ افغانستان در دولت وحدت ملی به ریاست جمهوری محمد اشرف غنی بود.

## زندگی‌نامه
محمد رسول باوری، زاده ۱۳۳۶ خورشیدی از ولسوالی دهراوود ولایت اروزگان بود. وی مدرک لیسانس در رشته تاریخ و مدرک ماستری/فوق لیسانس در رشته تاریخ افغانستان را از دانشگاه کابل دریافت کرد. باوری در سال ۱۳۷۷خ به کشور هلند مهاجرت کرد. و در ۲۲ جوزای ۱۴۰۰خ درگذشت.

### دیگر فعالیت‌ها
- ۱۳۶۰ - ۱۳۷۶: استاد دپارتمانت باستان‌شناسی دانشگاه کابل.
- ۱۳۸۳ - ۱۳۸۷: استاد دپارتمانت در دانشگاه خرونینگن هلند.
- ۱۳۸۸ - ۱۳۸۹: رئیس بخش تاریخ در اداره نصاب وزارت معارف.
- ۱۳۸۹ - ۱۳۹۱: استاد دپارتمانت باستان‌شناسی دانشگاه کابل.
- ۱۳۹۱ - ۱۳۹۴: رئیس دانشگاه شیخ زاید در ولایت خوست.
- ۱۳۹۴: رئیس بخش دپارتمانت باستان‌شناسی دانشگاه کابل.
- ۲۸ جدی ۱۳۹۵: معین فرهنگی و سرپرست وزارت اطلاعات و فرهنگ.

## آثار چاپ شده
از وی بیش از ۳۰ اثر علمی و بیش از ۳۰۰ مقاله  به نشر رسیده‌است. نمونه آثار چاپ شده وی:
1. جنبش انقلابی (مونوگراف دوره لیسانس) ١٣٥٨ش.
2. اُصول و تحقیقات باستان‌شناسی، ١٣٦١ش.
3. باستان‌شناسی کشورهای همجوار، ١٣٦٤ش.
4. باستان‌شناسی شرق میانه، ١٣٦٥ش.
5. اُصول ترمیم و بازسازی آثار باستانی، ١٣٦٦ش.
6. افغانستان در عهد باستان، ١٣٦٧ش.
7. باستان‌شناسی ساحوی (اُصول حفریات)، ١٣٦٨ش.
8. باستان‌شناسی مدنیتهای اولیه افغانستان.
9. موزه‌شناسی و سِیر موزه‌ها در افغانستان، ١٣٧٤ش.